# Code blue (Icehouse)
Code blue is het zevende studioalbum van Icehouse. Het is opgenomen in de Trackdown en Rhoniceros Studios in Sydney. Icehouse was niet meer verbonden met Chrysalis Records, wereldwijde distributie vond plaats via Regular Records in Sydney. Gitarist Robert Kretschmer speelde niet meer mee op het album, maar schreef wel mee aan de liedjes; Alex Qunta vertrok voor de opnamen van dit album.
Het kwam alleen nog in de hitlijsten van Australië en Nieuw-Zeeland.

## Musici
Icehouse was gekrompen tot vier man:
- Iva Davies – zang, gitaar, toetsinstrumenten, hobo, doedelzak
- Simon Lloyd – saxofoon, toetsinstrumenten, programmeerwerk
- Stephen Morgan – basgitaar
- Paul Wheeler – drumstel

Met
- Mary Azzopardy, Kevin Bennett, Wendy Matthews, Mark Punch – achtergrondzang
- Robert Burke, Sandy Evans, James Valentine – saxofoon
- The Coe Chamber Orchestra – strijkorkest
- James Morrison – trompet

## Muziek
| Nr. | Titel                                              | Duur |
| --- | -------------------------------------------------- | ---- |
| 1.  | Mercy on the boy (Davies, Kretschmer)              | 3:46 |
| 2.  | Harbour town (Davies)                              | 3:38 |
| 3.  | The great divide (Davies)                          | 4:39 |
| 4.  | Wind and sail (Davies, Kretschmer)                 | 5:08 |
| 5.  | Miss Divine (Davies, Kretschmer)                   | 4:00 |
| 6.  | Big fun (Davies, Kretschmer)                       | 4:20 |
| 7.  | Knockin ‘em down (Davies)                          | 3:46 |
| 8.  | Miracle mile (Davies, Kretschmer)                  | 4:40 |
| 9.  | Where the river meets the sea (Davies, Kretschmer) | 4:21 |
| 10. | Anything is possible (Davies, Kretschmer)          | 4:08 |
| 11. | Jericho Bay (Davies, Lloyd)                        | 4:06 |
| 12. | Charlie’s sky (Davies)                             | 5:00 |

Touch the fire, Big fun, Miss Divine, Anything is possible en Where the river meets the sea werden als single uitgegeven maar hadden voor zover bekend alleen in Australië en Nieuw-Zeeland nog enigszins succes.